# U Saw
U Saw est un nom birman ; les principes des noms et prénoms ne s'appliquent pas ; U et Daw sont des titres de respect.
U Saw, ou Galon U Saw (birman ဦးစော, ou ဂဠုန်ဦးစော, ɡəlòuɴ ʔú sɔ́ ; 1900-8 mai 1948) est un important homme politique birman. Premier ministre avant la Seconde Guerre mondiale, il est surtout connu pour son rôle dans l'assassinat du héros national Aung San et de plusieurs autres leaders indépendantistes le 19 juillet 1947, quelques mois à peine avant l'indépendance du pays en janvier 1948.

## Carrière politique
Juriste de formation, U Saw commence à se faire connaître en défendant Saya San, un ancien moine et guérisseur devenu le chef de la révolte paysanne Galon (1930–31), lors de son procès par le gouvernement colonial britannique. Il y gagne le nom de Galon U Saw. En 1935, il achète le quotidien Thuriya (Soleil), qu'il transforme en organe de promotion pour ses intérêts politiques et lui-même. De 1940 et 1942, il est le troisième Premier Ministre de la Birmanie coloniale. En novembre 1941, il se rend à Londres pour essayer d'obtenir de Winston Churchill la promesse que la Birmanie aura le statut de Dominion après la Seconde Guerre mondiale, sans succès. En même temps, il est en contact avec les Japonais pour assurer son avenir politique si jamais ceux-ci doivent envahir le pays. Les Britanniques découvrent des papiers en rapport avec ces contacts et l'emprisonnent quatre ans en Ouganda.
U Saw ne revient en Birmanie qu'après la guerre. Il participe en mars 1946 avec Thakin Nu à la première Conférence de Panglong, organisée par le saopha (prince) de Yawnghwe Sao Shwe Thaik pour débattre du futur des États Shan ; des représentants des minorités Kachins, Chins et Karens sont aussi invités. La conférence n'a aucun impact sur l'administration britannique des zones frontières, bien qu'une Société culturelle birmane unie soit créée, avec Sao Shwe Thaik comme président et U Saw comme secrétaire.
L'ancien gouverneur britannique Sir Reginald Dorman-Smith a semblé favoriser les hommes politiques d'avant-guerre, comme U Saw et Sir Paw Tun, dont la popularité est au plus bas. Le nouveau gouverneur Sir Hubert Rance décide pour sa part, en accord avec Lord Mountbatten, de soutenir Aung San et la Ligue anti-fasciste pour la liberté du peuple (AFPFL), en le nommant en septembre 1946 vice-président du Conseil exécutif birman pour calmer le désordre politique d'après-guerre.
En janvier 1947, U Saw et le leader socialiste Thakin Ba Sein sont les seuls membres de la délégation dirigée par Aung San à Londres à refuser de signer l'accord Aung San-Attlee. En 1947, les partis politiques ont mis sur pied leurs propres milices, comme la Pyithu Yèbaw Tat (Organisation des volontaires du peuple, ပြည်သူ့ရဲဘော်တပ်) d'Aung San, et U Saw fonde lui aussi son armée de poche, nommée Galon tat (Milice du Garuda, ဂဠုန်တပ်) pour rappeler sa défense des rebelles du Galon prisonniers.
À son retour à Rangoon après la guerre, U Saw se considère comme un candidat au poste de premier Premier ministre de la Birmanie indépendante. Mais les premières élections d'après-guerre, en avril 1947, donnent une victoire éclatante à l'organisation d'Aung San, la Ligue anti-fasciste pour la liberté du peuple (AFPFL). Cette victoire est interprétée comme un plébiscite en faveur d'Aung San, ce qui est loin d'être le cas. L'AFPFL était une coalition de partis politiques très divers, réunissant principalement des communistes, des socialistes et l'armée nationale birmane d'Aung San, et comme le montrera la guerre civile qui suivra, aucun groupe ou individu ne pouvait véritablement prétendre le diriger. Beaucoup jusqu'à aujourd'hui croient cependant que si Aung San avait vécu, il aurait été capable d'unir les multiples minorités ethniques et les factions politiques. Quoi qu'il en soit, la victoire de l'AFPFL aux élections lui permet de prendre la direction du Conseil de Gouvernement exécutif.

## Crime et châtiment
Le 19 juillet 1947, un groupe de paramilitaires entre dans le bâtiment du secrétariat du Conseil exécutif au cours d'une de ses réunions et assassine Aung San et six de ses ministres. Un secrétaire et un garde du corps sont aussi tués. Les preuves impliquent clairement U Saw, qui est jugé et condamné à la peine capitale. Il est pendu à la prison d'Insein le 8 mai 1948. Selon un gardien présent lors de l'exécution, il refusera d'être cagoulé. Il est enterré, selon la tradition, dans une tombe anonyme dans l'enceinte de la prison.
De nombreux mystères entourent encore cet assassinat, des rumeurs de conspiration impliquant les Britanniques subsistent — une variation de cette théorie a été présentée par un documentaire diffusé par la BBC pour le cinquantième anniversaire de l'événement en 1997. Ce qui émerge de l'enquête à l'époque est que plusieurs officiers britanniques subalternes avaient vendu des armes à des hommes politiques birmans, dont U Saw. Peu après la condamnation d'U Saw, le capitaine David Vivian, un officier de l'Armée de terre britannique, est condamné à cinq ans de prison pour lui avoir fourni des armes. Il s'échappe de prison au cours du soulèvement des Karens à Insein au début de 1949. Peu d'informations sur ses motifs ont filtré durant ou après son procès.